# Stazione di Rosslare Europort
La stazione di Rosslare Europort (in inglese Rosslare Europort railway station, in gaelico Stáisiún Calafort Ros Láir) è una stazione ferroviaria irlandese che fornisce servizio a Rosslare Europort, nella contea di Wexford. Attualmente la linea che vi passa è l'intercity Dublino–Rosslare. La stazione è dotata di un solo binario e un tempo apparteneva alla linea Rosslare-Waterford, che fu rimpiazzata da un più efficiente servizio di bus della Bus Éireann, linea 370. I traghetti che arrivano giornalmente al porto da Fishguard trovano coincidenza col treno. Dal porto dei traghetti alla stazione si arriva in 10 minuti di cammino a piedi. Fu aperta il 30 agosto 1906.

## Servizi ferroviari
- Intercity Dublino–Rosslare

## Servizi
- Capolinea autolinee.
- Bar
- Distribuzione automatica cibi e bevande
- Servizi igienici